# Лев Венглинський

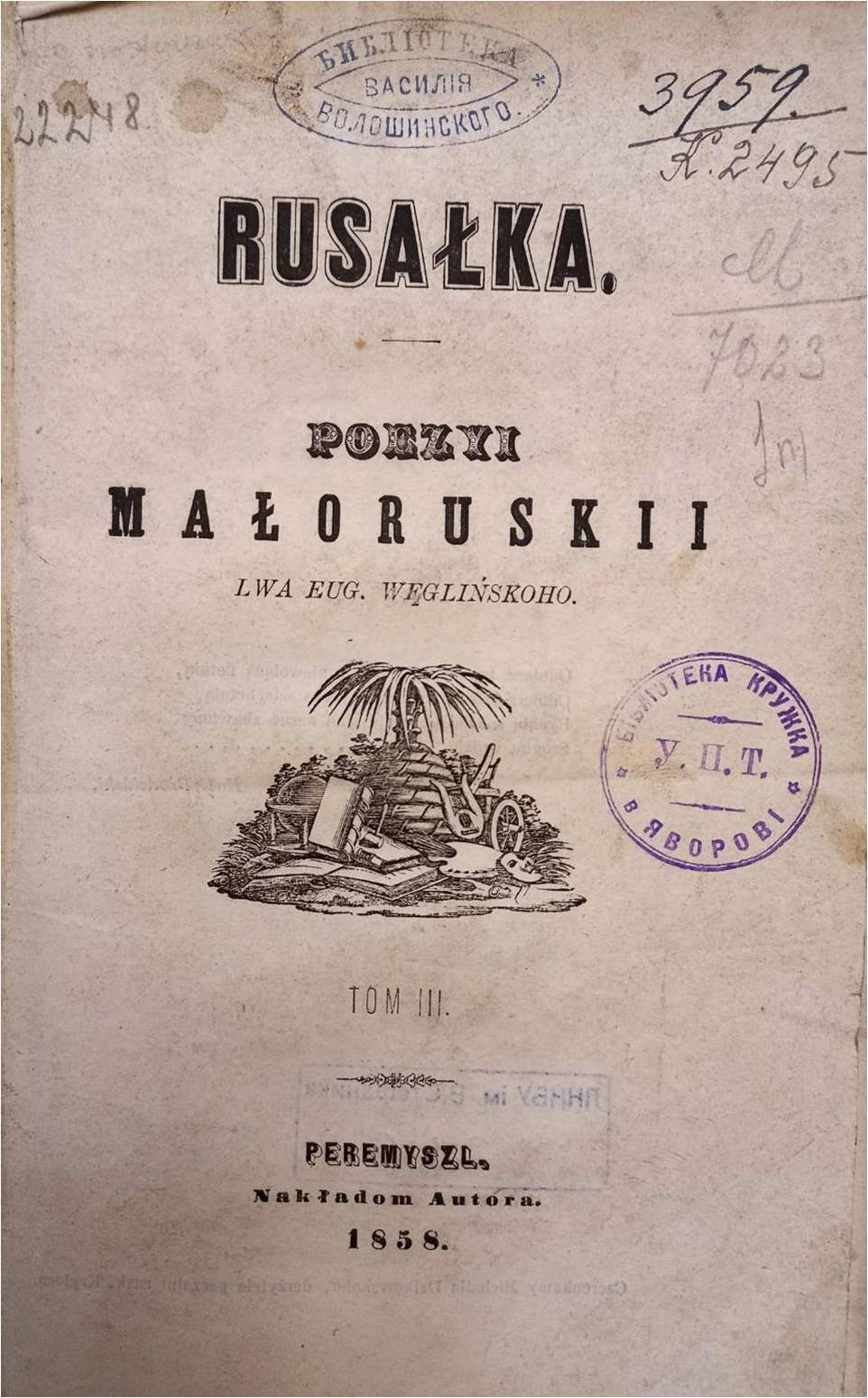
Обкладинка третього тому "Нових поезій малоруських", надрукованих абецадлом.

Лев Євгеній Венглинський (пол. Leon або Łew Eugeniusz Węgliński), відомий також як Ґодземба (пол. Godsiemba, нар. 1827 в Журавні , пом. 1905) — український та польський поет і перекладач.
Народився в Журавні на Наддністрянщині. Деякий час мешкав на Волині, згодом — в Польщі.
Під час Революції 1848 року виступив з віршами-листівками польською мовою. 1858 року в Перемишлі вийшла тритомна збірка його українських віршів "Новії поезії малоруськії...", видана латинською абеткою (перший том — "Лучі", другий том — "Оман", третій том — "Русалка"). В українській літературній енциклопедії видання описане як "багате на форми і жанри, особливо фольклорного походження. (...) Мова насичена полонізмами."
Пізніше видав збірки "Пісні мулярів і ковалів" (1881, польською мовою) та двотомна "Звуки від наших сел і нив" (1885, українською мовою в латинській абетці). У другій автор описав тяжке соціальне становище селян. У 1885 року видав збірку сатиричних оповідань "Гіркий сміх" та збірку віршів "Співи Ґодземби" (польською), що починалася розділом "Переклади, наслідування та обробки мотивів українських народних пісень".
Одним із першим його творчістю зацікавився Іван Франко. На думку перекладача Михайла Москаленка, твори Венглинського «зробили помітний внесок у розвиток українського й польського письменства середини XIX століття».
Писав також вірші німецькою мовою. Перекладав поезії з польської, чеської, сербської, словацької, литовської, німецької, французької на українську. Використовував псевдоніми Лірник Наддністрянський, L. Kost' Prawdolubec z Jezupola, Godsiemba та ін.